# Лукани
Лукани — правитель (энси) шумерского государства Лагаш в XXI веке до н. э. (II династия). Ориентировочно, находился у власти в период с ок. 2069 по ок. 2063 гг. до н. э.
| II династия Лагаша      |                                       |                   |
| Предшественник: Пиригме | правитель Лагаша ок. XXI век до н. э. | Преемник: Ур-Лама |